# Šimon Hrubec
Šimon Hrubec (né le 30 juin 1991 à Vimperk) est un joueur de hockey sur glace professionnel Tchèque. Il évolue à la position de gardien de but.

## Biographie

### En club
Hrubec fait ses débuts professionnelles le HC Mountfield en Extraliga, lors de la saison 2009-2010. Durant cette saison, il est également prêté au HC Tábor en 1. liga et au IHC Králové Písek évoluant en 2. liga.Avec ce dernier club, il fête une promotion au terme de la saison. La saison suivante, il est prêté par Mountfield et dispute 16 matchs avec le IHC Písek. En 2011-2012, il est à nouveau prêté par Mountfield au SK Horácká Slavia Třebíč.
Pour la saison 2012-2013, il s'engage avec le HC Oceláři Třinec et s'impose en Extraliga. En 2014-2015, il finit vice-champion. En 2017-2018, il est nommé MVP de la Ligue des champions, affichant un taux d'arrêt de 96,19%. La saison suivante, il est sacré champion de l'Extraliga.
En vue de la saison 2019-2020, il rejoint la KHL, s'engageant avec le HC Red Star Kunlun. Partageant le filet avec Jeremy Smith, il ne parvient pas à aider son club à prendre part aux séries éliminatoires. Au mois de novembre 2020, il est échangé à l'Avangard Omsk. S'emparant du poste de gardien titulaire, il contribue largement à la conquête de la Coupe Gagarine au terme de la saison. Il dispute une deuxième saison avec l'Avangard, mais se retrouve éliminé au stade des quarts de finale par le Metallourg Magnitogorsk.
Il s'engage avec le ZSC Lions pour disputer le championnat de National League en 2022-2023. Au terme de la saison, il présente la plus faible moyenne de buts encaissés (2,23) et le meilleur taux d'arrêts (92,7%) de la ligue.

### En équipe nationale
Hrubec représente son pays la Tchéquie, pour la première fois le 8 novembre 2014 lors du tournoi Karjala, dans une rencontre face à la Suède, perdue 3-4 aux tirs au but.
Il prend part au Championnat du monde de hockey sur glace en 2019 où son équipe finit à la 4e place, s'inclinant 3-2 aux tirs au but face à la Russie.
Lors du Championnat du monde de 2021, il est le gardien titulaire de sa nation, disputant 6 matchs. Son équipe est éliminée au stade des quarts de finale par la Finlande et termine au 7e rang.
En 2022, il prend part aux Jeux olympiques, il dispute les 4 matchs de son équipe, s'inclinant en quarts de finale face à la Suisse et terminant au 9e rang.
Il est sélectionné en Championnat du monde de 2023, pour son 3e Championnat du monde, il joue seulement deux rencontres et assiste impuissant à la défaite 3-0 des siens face aux États-Unis en quart de finale en tant que gardien surnuméraire. La tchéquie se classe finalement au 8e rang.

## Statistiques

### En club
| Saison           | Équipe                   | Ligue               |                   | Saison régulière  | Saison régulière  | Saison régulière  | Saison régulière  | Saison régulière  | Saison régulière  | Saison régulière  | Saison régulière  | Saison régulière  |                   | Séries éliminatoires | Séries éliminatoires | Séries éliminatoires | Séries éliminatoires | Séries éliminatoires | Séries éliminatoires | Séries éliminatoires | Séries éliminatoires | Séries éliminatoires |
| Saison           | Équipe                   | Ligue               | PJ                | V                 | D                 | Min               | BC                | Moy               | % Arr             | Bl                | Pun               | PJ                | V                 | D                    | Min                  | BC                   | Moy                  | % Arr                | Bl                   | Pun                  |                      |                      |
| 2009-2010        | HC Mountfield            | Extraliga           | 4                 | 1                 | 3                 | 4                 | 3                 | 45,00             | 66,7              | 0                 | 0                 | -                 | -                 | -                    | -                    | -                    | -                    | -                    | -                    | -                    |                      |                      |
| 2009-2010        | HC Tábor                 | 1. liga             | 5                 | 3                 | 2                 | 273               | 12                | 2,64              | 89,0              | 0                 | 0                 | -                 | -                 | -                    | -                    | -                    | -                    | -                    | -                    | -                    |                      |                      |
| 2009-2010        | IHC Králové Písek        | 2. liga             | 4                 | -                 | -                 | 180               | -                 | 1,71              | -                 | -                 | 0                 | 5                 | -                 | -                    | -                    | -                    | 1,79                 | -                    | -                    | -                    |                      |                      |
| 2009-2010        | IHC Králové Písek        | 1. liga Promotion   | -                 | -                 | -                 | -                 | -                 | -                 | -                 | -                 | -                 | 4                 | -                 | -                    | -                    | -                    | 1,71                 | -                    | -                    | -                    |                      |                      |
| 2010-2011        | HC Mountfield            | Extraliga           | 1                 | 0                 | 1                 | 12                | 1                 | 5,00              | 88,9              | 0                 | 0                 | -                 | -                 | -                    | -                    | -                    | -                    | -                    | -                    | -                    |                      |                      |
| 2010-2011        | IHC Králové Písek        | 1. liga             | 16                | 6                 | 10                | 963               | 41                | 2,55              | 93,3              | 1                 | 2                 | -                 | -                 | -                    | -                    | -                    | -                    | -                    | -                    | -                    |                      |                      |
| 2010-2011        | IHC Králové Písek        | 1. liga Promotion   | -                 | -                 | -                 | -                 | -                 | -                 | -                 | -                 | -                 | 1                 | 0                 | 1                    | 60                   | 3                    | 3,00                 | 90,3                 | 0                    | 0                    |                      |                      |
| 2011-2012        | SK Horácká Slavia Třebíč | 1. liga             | 49                | 22                | 27                | 2 964             | 130               | 2,63              | 93,3              | 5                 | 4                 | 4                 | 0                 | 4                    | 240                  | 21                   | 5,25                 | 88,7                 | 0                    | 0                    |                      |                      |
| 2012-2013        | HC Oceláři Třinec        | Extraliga           | 29                | 16                | 13                | 1 425             | 68                | 2,86              | 92,7              | 1                 | 0                 | 4                 | 1                 | 3                    | 88                   | 4                    | 2,73                 | 92,9                 | 0                    | 0                    |                      |                      |
| 2013-2014        | HC Oceláři Třinec        | Extraliga           | 43                | 27                | 16                | 2 486             | 89                | 2,15              | 92,6              | 6                 | 2                 | 11                | 6                 | 5                    | 670                  | 25                   | 2,24                 | 91,5                 | 2                    | 2                    |                      |                      |
| 2014-2015        | HC Oceláři Třinec        | Extraliga           | 37                | 26                | 11                | 2 133             | 71                | 2,00              | 92,4              | 6                 | 6                 | 15                | 10                | 5                    | 881                  | 34                   | 2,32                 | 91,5                 | 0                    | -                    |                      |                      |
| 2014-2015        | HC Oceláři Třinec        | Ligue des champions | 5                 | 2                 | 3                 | 280               | 13                | 2,79              | 89,1              | 1                 | 0                 | -                 | -                 | -                    | -                    | -                    | -                    | -                    | -                    | -                    |                      |                      |
| 2015-2016        | HC Oceláři Třinec        | Extraliga           | 33                | 14                | 19                | 1 903             | 72                | 2,27              | 91,4              | 4                 | 2                 | -                 | -                 | -                    | -                    | -                    | -                    | -                    | -                    | -                    |                      |                      |
| 2015-2016        | AZ Havířov               | 1. liga             | 4                 | 2                 | 2                 | 245               | 10                | 2,45              | 93,6              | 0                 | 0                 | -                 | -                 | -                    | -                    | -                    | -                    | -                    | -                    | -                    |                      |                      |
| 2015-2016        | HC Oceláři Třinec        | Ligue des champions | 2                 | 0                 | 2                 | 60                | 5                 | 5,03              | 80,0              | 0                 | 0                 | -                 | -                 | -                    | -                    | -                    | -                    | -                    | -                    | -                    |                      |                      |
| 2016-2017        | HC Oceláři Třinec        | Extraliga           | 41                | 28                | 13                | 2 434             | 80                | 1,97              | 93,1              | 7                 | 6                 | 2                 | 0                 | 2                    | 136                  | 6                    | 2,65                 | 85,7                 | 0                    | -                    |                      |                      |
| 2017-2018        | HC Oceláři Třinec        | Extraliga           | 44                | 27                | 17                | 2 546             | 86                | 2,03              | 92,8              | 4                 | 8                 | 18                | 9                 | 9                    | 1 032                | 39                   | 2,27                 | 91,7                 | 0                    | -                    |                      |                      |
| 2017-2018        | HC Oceláři Třinec        | Ligue des champions | 10                | 9                 | 1                 | 615               | 11                | 1,07              | 96,2              | 2                 | 0                 | -                 | -                 | -                    | -                    | -                    | -                    | -                    | -                    | -                    |                      |                      |
| 2018-2019        | HC Oceláři Třinec        | Extraliga           | 46                | 30                | 16                | 2 638             | 96                | 2,18              | 92,2              | 5                 | 6                 | 17                | 12                | 5                    | 1 061                | 34                   | 1,92                 | 92,6                 | 1                    | -                    |                      |                      |
| 2018-2019        | HC Oceláři Třinec        | Ligue des champions | 4                 | 1                 | 2                 | 210               | 15                | 4,29              | 79,7              | 0                 | 0                 | -                 | -                 | -                    | -                    | -                    | -                    | -                    | -                    | -                    |                      |                      |
| 2018-2019        | HC Oceláři Třinec        | Coupe Spengler      | 2                 | 0                 | 2                 | 125               | 3                 | 1,45              | 94,7              | 0                 | 0                 | -                 | -                 | -                    | -                    | -                    | -                    | -                    | -                    | -                    |                      |                      |
| 2019-2020        | HC Red Star Kunlun       | KHL                 | 32                | 12                | 15                | 1 864             | 68                | 2,19              | 93,2              | 2                 | 6                 | -                 | -                 | -                    | -                    | -                    | -                    | -                    | -                    | -                    |                      |                      |
| 2020-2021        | HC Red Star Kunlun       | KHL                 | 10                | 1                 | 8                 | 562               | 31                | 3,31              | 91,9              | 0                 | 2                 | -                 | -                 | -                    | -                    | -                    | -                    | -                    | -                    | -                    |                      |                      |
| 2020-2021        | Avangard Omsk            | KHL                 | 19                | 10                | 7                 | 1 119             | 38                | 2,04              | 92,9              | 3                 | 0                 | 18                | 7                 | 6                    | 1 077                | 26                   | 1,45                 | 95,3                 | 5                    | 0                    |                      |                      |
| 2021-2022        | Avangard Omsk            | KHL                 | 40                | 22                | 15                | 2 302             | 84                | 2,19              | 92,2              | 5                 | 2                 | 13                | 7                 | 6                    | 725                  | 31                   | 2,57                 | 91,5                 | 2                    | 4                    |                      |                      |
| 2022-2023        | ZSC Lions                | NL                  | 35                | 17                | 10                | 2 055             | 77                | 2,25              | 92,5              | 4                 | 2                 | 9                 | 4                 | 4                    | 553                  | 20                   | 2,17                 | 92,3                 | 1                    | 0                    |                      |                      |
| 2022-2023        | ZSC Lions                | Ligue des champions | 7                 | 3                 | 4                 | 417               | 18                | 2,58              | 87,1              | 0                 | 2                 | -                 | -                 | -                    | -                    | -                    | -                    | -                    | -                    | -                    |                      |                      |
| 2023-2024        | ZSC Lions                | NL                  | Saison en cours ? | Saison en cours ? | Saison en cours ? | Saison en cours ? | Saison en cours ? | Saison en cours ? | Saison en cours ? | Saison en cours ? | Saison en cours ? | Saison en cours ? | Saison en cours ? | Saison en cours ?    | Saison en cours ?    | Saison en cours ?    | Saison en cours ?    | Saison en cours ?    | Saison en cours ?    | Saison en cours ?    |                      |                      |
| Totaux Extraliga | Totaux Extraliga         | Totaux Extraliga    | 278               | 169               | 109               | 15 581            | 566               | 2,18              | 92,5              | 33                | 28                | 67                | 38                | 29                   | 3 868                | 142                  | 2,20                 | 91,8                 | 3                    | 4                    |                      |                      |
| Totaux KHL       | Totaux KHL               | Totaux KHL          | 101               | 45                | 45                | 5 846             | 221               | 2,27              | 92,6              | 10                | 10                | 31                | 19                | 12                   | 1 802                | 57                   | 1,90                 | 93,8                 | 7                    | 4                    |                      |                      |
| Totaux SL        | Totaux SL                | Totaux SL           | 35                | 17                | 10                | 2 055             | 77                | 2,25              | 92,5              | 4                 | 2                 | 9                 | 4                 | 4                    | 553                  | 20                   | 2,17                 | 92,3                 | 1                    | 0                    |                      |                      |

## Trophées et honneurs personnels
- 2009-2010
  - Promotion en 1. liga avec le IHC Králové Písek

- 2011-2012
  - Remporte le plus de blanchissage de la 1. liga (5) avec le SK Horácká Slavia Třebíč

- 2014-2015
  - Meilleure moyenne de but allouée en NL (2,00) avec le HC Oceláři Třinec
  - Médaille d'argent de l'Extraliga avec le HC Oceláři Třinec

- 2016-2017
  - Remporte le plus de blanchissage de l'Extraliga (7) avec le HC Oceláři Třinec
  - Remporte le plus de victoire de l'Extraliga (28) avec le HC Oceláři Třinec

- 2017-2018
  - Nommé MVP de la Ligue des champions de hockey

- 2018-2019
  - Nommé MVP des séries éliminatoires de l'Extraliga
  - Champion d'Extraliga avec le HC Oceláři Třinec

- 2020-2021
  - Vainqueur de la Coupe Gagarine, désignant le champion de la KHL avec l'Avangard Omsk

- 2022-2023
  - Meilleure moyenne de but allouée en NL (2,23) avec le ZSC Lions
  - Meilleur pourcentage d'arrêt en NL (92,7%) avec le ZSC Lions

## Transactions et contrats
- Le 1er mai 2012, il s'engage avec le HC Oceláři Třinec[9].

- Le 20 janvier 2014, il signe une prolongation de deux ans avec le HC Oceláři Třinec[6].

- Le 16 septembre 2016, il prolonge de trois ans avec le HC Oceláři Třinec[6].

- Le 14 juin 2019, il signe un contrat d'un an avec le HC Red Star Kunlun[10].

- Le 20 mars 2020, il extend son contrat d'un an avec le HC Red Star Kunlun[11].

- Le 6 novembre 2020, il est échangé à l'Avangard Omsk[6].

- Le 6 mai 2021, il prolonge son contrat de deux ans avec l'Avangard Omsk[6].

- Le 1er juin 2022, il s'engage pour deux ans avec le ZSC Lions[12].